# Frédéric Lanthonnet
Frédéric Lanthonnet, né à Bar-le-Duc (Meuse) le 19 mai 1788 et mort dans la même ville le 2 octobre 1858, est un militaire français.
Il entre à l'École militaire de Fontainebleau. Il se distingue dans la campagne de 1809, et le 9 avril, avec un détachement, il enlève trois pièces d'artillerie aux Autrichiens, et est blessé à Wagram.
En 1813, il est capitaine et attaché au général Exelmans en qualité d'aide-de-camp. Après s'être montré avec honneur dans plusieurs rencontres, il est nommé chef d'escadron et obtient la décoration.
En 1814, il appartient au régiment de chasseurs du roi qui, le 19 mars, se porte au-devant de l'Empereur jusqu'à Fontainebleau. Le commandant Lanthonnet se tient à la portière jusqu'aux Tuileries. À l'ouverture de la campagne, il a un cheval tué aux Quatre-Bras, et deux à Waterloo. Le 1er juillet, il se bat à Vélizy et à Rocquencourt où le général Exelmans cueille un dernier laurier.
Nommé colonel par le gouvernement provisoire, il n'est pas reconnu dans ce grade par les Bourbons. Mis en non-activité, il n'est appelé au 3e de hussards qu'en 1825. Il reçoit la croix de Saint-Louis à l'occasion du sacre de Charles X.
En juillet 1830, il est lieutenant-colonel au 15e chasseurs à Nancy. Le général Drouet et lui maintiennent la tranquillité dans cette ville.
Lanthonnet es nommé successivement colonel du 1er hussards commandé précédemment par le duc d'Orléans, officier de la Légion d'honneur et maréchal de camp. Il fut promu à ce dernier grade le 26 avril 1841.

## Sources
« Frédéric Lanthonnet », dans Charles Mullié, Biographie des célébrités militaires des armées de terre et de mer de 1789 à 1850, 1852 [détail de l’édition]